# De doornenkroning van Christus
De doornenkroning van Christus is een schilderij van de Zuid-Nederlandse schilder Jheronimus Bosch in de National Gallery in Londen.

## Voorstelling
Het werk is ontleend aan Matteüs 27 : 27-31, waar beschreven wordt hoe de soldaten van Pontius Pilatus Christus spottend tot koning van de Joden uitroepen door hem een rode mantel om te doen en hem een doornenkroon op te zetten. Christus draagt hier echter een witte mantel. De twee bovenste mannen zijn te herkennen als soldaten; de twee onderste zijn mogelijk Farizeeën.
Volgens de Britse kunsthistoricus Martin Davies is het hoofdthema van het werk Christus' bereidheid zijn lot te ondergaan. Bosch-auteur Ludwig von Baldass wijst op het individuele karakter van de soldaten. Josua Bruyn suggereert dat de vier figuren om Christus de vier temperamenten voorstellen.
De soldaat, die op het punt staat Christus de doornenkroon op te zetten, draagt een tulband met daarin een pijl. Het motief van een hoofddeksel met een pijl erdoor komt ook voor in de vele imitaties van het werk – bijvoorbeeld de Doornenkroning in Antwerpen – en heeft waarschijnlijk een allegorische betekenis. Mogelijk gaat het hier om een toespeling op de seksuele daad.

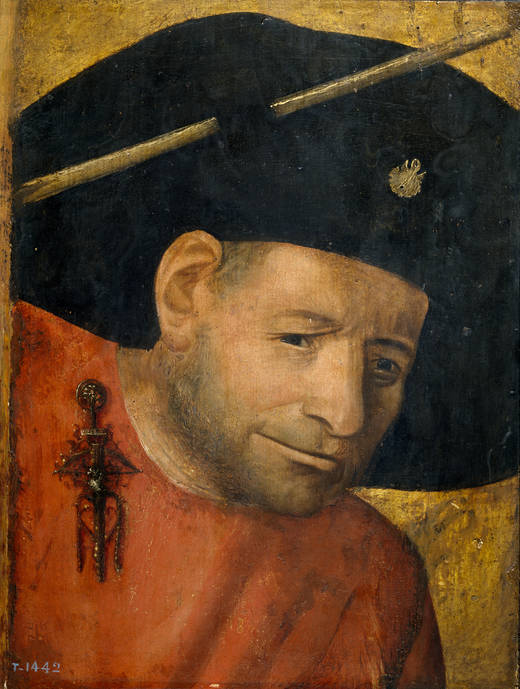
Kruisboogschutter. 2e helft 16e eeuw. Madrid, Prado

De rechtersoldaat draagt een bontmuts met daarop een soort corsage van eikenloof en een spijkerhalsband. In de Late Middeleeuwen werden spijkerhalsbanden gebruikt om jachthonden te beschermen tegen beten van wolven en andere wilde dieren en om te voorkomen dat al dan niet kwaadaardige waakhonden elkaar te lijf zouden gaan. Dit laatste blijkt onder meer uit een passage in een kroniek uit 1480, waarin beschreven wordt hoe de Vlaamse edelman Philippe de Hornes, na bij verstek veroordeeld te zijn wegens medeplichtigheid aan de moord op de grootbaljuw van Gent, Jehan de Dadizele, een spijkerhalsband droeg à facon d’un colier dont l’on est accoustumé armer les mauvais chiens (op de manier van een halsband waarmee men gewoonlijk valse honden uitrust) om zich tegen de woedende Gentenaren te verdedigen. Bosch-auteur James Marrow wees er in 1979 op dat de (Joodse) beulen van Christus in de laatmiddeleeuwse beeldende kunst en (Passie-)literatuur denigrerend vergeleken werden met kwaadaardige honden. De voorbeelden die Marrow noemt zijn volgens hem allen te herleiden tot het volgende Psalmfragment:

Honden staan om mij heen, een woeste bende sluit mij in, zij hebben mijn handen en voeten doorboord
— Psalm 22:17

De man linksonder, die grijnzend naar Christus opkijkt, draagt een rode hoofddoek met daarop een halve maan (het symbool van de islam) en een zespuntige ster (het symbool van het jodendom). Hiermee heeft de schilder willen aangeven dat het hier om een ongelovige gaat. Om de slechtheid van de mens en de menselijkheid van Christus te benadrukken, heeft de schilder de figuren op haast karikaturale wijze neergezet. In een later werk van Bosch, de Gentse kruisdraging gaat hij wat dit betreft nog een stap verder.

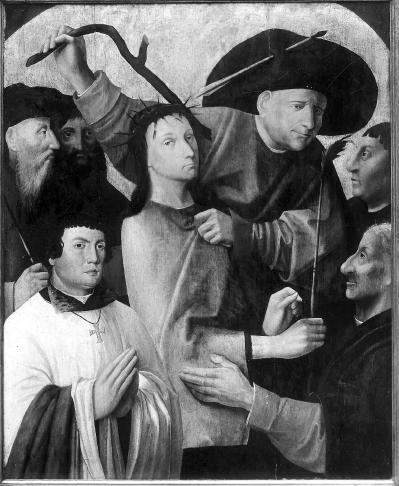
Navolger van Jheronimus Bosch. De doornenkroning met stichtersportret. Eerste helft 16e eeuw. Antwerpen, Koninklijk Museum voor Schone Kunsten

## Toeschrijving en datering
De Doornenkroning wordt unaniem aan Bosch toegeschreven. Volgens Bosch-kenners Charles de Tolnay en Jacques Combe stamt het werk uit Bosch' middenperiode. Volgens De Tolnay is het mogelijk beïnvloed door laatgotische voorbeelden uit Frankrijk en Vlaanderen. Volgens Combe is het werk het eerste van de groep halffigurige passievoorstellingen, waartoe bijvoorbeeld ook de Kruisdraging in Gent behoort. Volgens Ludwig von Baldass is het ontstaan na de Doornenkroning in Antwerpen. Tegenwoordig gaat men er echter uit dat dit werk door een navolger geschilderd is. Dendrochronologisch onderzoek heeft uitgewezen dat het werk waarschijnlijk omstreeks 1485 of later is ontstaan.

## Herkomst
Het werk is afkomstig uit de verzameling van Hollingworth Magniac, ook de Colworth Collection genoemd. In 1867 erfde zijn zoon, Charles Magniac, het werk, waarna het op 2 juli 1892 bij Christie's in Londen voor 200 guineas als een vroeg Vlaams schilderij werd geveild aan Robert Crawshay. Vervolgens kwam het in handen van de Galleria Sangiorgio in Rome tot het in 1934 werd gekocht door de National Gallery in Londen.

## Tentoonstellingen
De doornenkroning van Christus maakte deel uit van de volgende tentoonstellingen:
- Exhibition of Works by the Old Masters and by Deceased Masters of the British School. Winter Exhibition, Royal Academy, Londen, januari-maart 1882, cat.nr. 198, p. 42 (als Holbein?).
- Jheronimus Bosch, Noordbrabants Museum, 's-Hertogenbosch, 17 september-15 november 1967, cat.nr. 22, p. 105 (als Jheronimus Bosch).